# Agia Varvara (île)
Pour les articles homonymes, voir Agia Varvara.
Agía Varvára ou Ayía Varvára (grec moderne : Αγία Βαρβάρα, « sainte Barbe ») est un îlot inhabité situé au large de la côte nord de la Crète, à proximité de l'îlot Aféndis Christós, près  la ville de Malia.
Agía Varvára fait partie du nome d'Héraklion.